# كارلوس ميشيل لوبيز فارغاس
كارلوس ميشيل لوبيز فارغاس (بالبرتغالية: Carlos Michel Lopes Vargas‏) (18 مايو 1982 ببورتو أليغري في البرازيل - ) هو لاعب كرة قدم برازيلي في مركز الدفاع. لعب مع فيرو كاريل أويستي ونادي إنترناسيونال ونادي جوفنتودي ونادي فورتاليزا ونادي كروزيرو ونادي أمريكا وIpatinga Futebol Clube ‏.